# Landtagswahl in Salzburg 1994
- SPÖ: 11
- BL: 3
- ÖVP: 14
- FPÖ: 8

Die Landtagswahl in Salzburg 1994 wurde am 13. März 1994 durchgeführt und war die elfte Landtagswahl im Bundesland Salzburg in der Zweiten Republik. Die Österreichische Volkspartei (ÖVP) verlor dabei nach den Verlusten von 1989 erneut zwei Mandate und konnte bei einem Verlust von 5,4 Prozentpunkten nur noch 38,6 Prozent und 14 Mandate erreichen. Dies war das schlechteste Ergebnis der ÖVP in der Zweiten Republik. Doch auch die Sozialdemokratische Partei Österreichs (SPÖ) setzte ihren Abwärtstrend fort, erreichte mit 27,1 Prozent und 11 Mandaten ebenfalls das schlechteste Ergebnis seit 1945 und büßte bei einem Minus von 4,2 Prozentpunkten erneut ein Mandat ein. Vom Abwärtstrend der Großparteien profitierte die Freiheitliche Partei Österreichs (FPÖ), die mit 19,5 Prozent und acht Mandaten ihr bestes Ergebnis in Salzburg erreichte. Die FPÖ gewann dabei 3,1 Prozentpunkte und zwei Mandate hinzu. Auch die Bürgerliste (BL) konnte um 1,1 Prozentpunkte zulegen und ein Mandat gewinnen. Mit 7,3 Prozent stellte die Bürgerliste drei Mandatare im neugewählten Landtag. Am Einzug in den Landtag scheiterte hingegen das Liberale Forum mit 5,8 Prozent knapp. Auch die Österreichische Autofahrer- und Bürgerinteressenpartei (ÖABP) scheiterte mit 1,8 Prozent am Einzug in den Landtag.
Der Landtag der 11. Gesetzgebungsperiode konstituierte sich in der Folge am 2. Mai 1994 und wählte am selben Tag die Landesregierung Katschthaler II zur neuen Salzburger Landesregierung.

## Gesamtergebnis
|                                                               | Ergebnisse 1994  | Ergebnisse 1994  | Ergebnisse 1994  | Ergebnisse 1989  | Ergebnisse 1989  | Ergebnisse 1989  | Differenzen | Differenzen | Differenzen |
| ------------------------------------------------------------- | ---------------- | ---------------- | ---------------- | ---------------- | ---------------- | ---------------- | ----------- | ----------- | ----------- |
| Wahlberechtigte                                               | 346.626          | 346.626          | 346.626          | 326.979          | 326.979          | 326.979          | + 19.647    | + 19.647    | + 19.647    |
| Wahlbeteiligung                                               | 75,45 %          | 75,45 %          | 75,45 %          | 77,78 %          | 77,78 %          | 77,78 %          | - 2,33 %    | - 2,33 %    | - 2,33 %    |
|                                                               | Stimmen          | %                | Mand.            | Stimmen          | %                | Mand.            | Stimmen     | %           | Mand.       |
| Abgegebene Stimmen                                            | 261.520          |                  |                  | 254.312          |                  |                  | + 7.208     |             |             |
| Ungültig                                                      | 5.882            | 2,25 %           |                  | 7.646            | 3,01 %           |                  | - 1.764     | - 0,76 %    |             |
| Gültig                                                        | 255.638          | 97,75 %          |                  | 246.666          | 96,99 %          |                  | + 8.972     | + 0,76 %    |             |
| Partei                                                        |                  |                  |                  |                  |                  |                  |             |             |             |
| Österreichische Volkspartei (ÖVP)                             | 98.676           | 38,60 %          | 14               | 108.456          | 43,97 %          | 16               | - 9.780     | - 5,37 %    | - 2         |
| Sozialistische Partei Österreichs (SPÖ)                       | 69.146           | 27,05 %          | 11               | 77.081           | 31,25 %          | 12               | - 7.935     | - 4,20 %    | - 1         |
| Freiheitliche Partei Österreichs (FPÖ)                        | 49.827           | 19,49 %          | 8                | 40.375           | 16,37 %          | 6                | + 9.452     | + 3,12 %    | + 2         |
| Bürgerliste Salzburg-Land (BL)                                | 18.590           | 7,27 %           | 3                | 15.171           | 6,15 %           | 2                | + 3.419     | + 1,12 %    | + 1         |
| Liberales Forum (LIF)                                         | 14.737           | 5,76 %           | 0                | nicht kandidiert | nicht kandidiert | nicht kandidiert | + 14.737    | + 5,76 %    | ± 0         |
| Österreichische Autofahrer- und Bürgerinteressenpartei (ÖABP) | 4.662            | 1,82 %           | 0                | nicht kandidiert | nicht kandidiert | nicht kandidiert | + 4.662     | + 1,82 %    | ± 0         |
| Vereinte Grüne Österreichs (GRÜNE)                            | nicht kandidiert | nicht kandidiert | nicht kandidiert | 4.350            | 1,76 %           | 0                | - 4.350     | - 1,76 %    | ± 0         |
| Kommunistische Partei Österreichs (KPÖ)                       | nicht kandidiert | nicht kandidiert | nicht kandidiert | 1.233            | 0,50 %           | 0                | - 1.233     | - 0,50 %    | ± 0         |
| Gesamt                                                        | 255.638          | 100,00 %         | 36               | 246.666          | 100,00 %         | 36               | + 8.972     |             |             |